# Clásica de Almería 2001
De Clásica de Almería 2001 werd verreden op zondag 4 maart over een afstand van 193 kilometer. De wedstrijd met start in Puebla de Vícar werd gewonnen door de Deense sprinter Tayeb Braikia. Hij won de sprint van een kopgroep van twaalf renners. Het was de veertiende editie van deze Spaanse wielerkoers. Er kwamen 73 renners over de finish in Vera. Titelhouder was de Spanjaard Isaac Gálvez.

## Uitslag
| Plaats  | Naam               | Ploeg             | Tijd     |
| ------- | ------------------ | ----------------- | -------- |
| Winnaar | Tayeb Braikia      | Lotto-Adecco      | 4u33'12" |
| 2       | Markus Zberg       | Rabobank          | z.t.     |
| 3       | Endrio Leoni       | Alessio           | z.t.     |
| 4       | David Fernández    | Relax-Fuenlabrada | z.t.     |
| 5       | Jeroen Blijlevens  | Lotto-Adecco      | z.t      |
| 6       | Igor Astarloa      | Mercatone Uno     | z.t.     |
| 7       | Saulius Šarkauskas | LA-Pecol          | z.t.     |
| 8       | Martín Garrido     | Relax-Fuenlabrada | z.t.     |
| 9       | Eleuterio Anguita  | Jazztel           | z.t.     |
| 10      | Gorik Gardeyn      | Lotto-Adecco      | z.t.     |

Mannen: 1988 · 1989 · 1990 · 1991 · 1992 · 1993 · 1994 · 1995 · 1996 · 1997 · 1998 · 1999 · 2000 · 2001 · 2002 · 2003 · 2004 · 2005 · 2006 · 2007 · 2008 · 2009 · 2010 · 2011 · 2012 · 2013 · 2014 · 2015 · 2016 · 2017 · 2018 · 2019 · 2020 · 2021 · 2022 · 2023 · 2024 · 2025
Vrouwen: 2023 · 2024 · 2025